# Sulín
Sulín este o comună slovacă, aflată în districtul Stará Ľubovňa din regiunea Prešov. Localitatea se află la altitudinea de 425 m deasupra n.m., se întinde pe o suprafață de 20,1 km2 și în 2017 număra 328 de locuitori.

## Istoric
Localitatea Sulín este atestată documentar din 1600.

## Demografie
| An:                | 1994 | 2004 | 2014    | 2024    |
| ------------------ | ---- | ---- | ------- | ------- |
| Număr de persoane: | 450  | 414  | 345     | 292     |
| Diferență:         |      | −8%  | −16,66% | −15,36% |

| An:                | 2023 | 2024   |
| ------------------ | ---- | ------ |
| Număr de persoane: | 301  | 292    |
| Diferență:         |      | −2,99% |